# Laranjeiro
Laranjeiro é uma povoação portuguesa do Município de Almada que foi sede da extinta Freguesia de Laranjeiro, freguesia que tinha 3,88 km² de área e 20 988 habitantes (2011), e, por isso, uma densidade populacional de 5 409,3 hab/km². Fazia parte da cidade de Almada.
A Freguesia de Laranjeiro foi extinta (agregada) em 2013, no âmbito de uma reforma administrativa nacional, tendo sido agregada à Freguesia de Feijó para formar uma nova freguesia denominada União das Freguesias de Laranjeiro e Feijó da qual é sede.

## Geografia
O Laranjeiro confina a sul com Corroios (concelho do Seixal), a norte com a Cova da Piedade, a poente com Feijó e a nascente com o Mar da Palha, abrangendo toda a área actualmente ocupada pela Base Naval de Lisboa - no Alfeite.

## População
| 1991   | 2001   | 2011   |
| 37 406 | 21 175 | 20 988 |

Criada pela Lei n.º 126/85, de 4 de Outubro, com lugares desanexados da freguesia de Cova da Piedade. Com lugares desta freguesia foi criada a freguesia do Feijó ( Lei n.º 17-B/93,  de 11 de Junho)
| Distribuição da População por Grupos Etários | Distribuição da População por Grupos Etários | Distribuição da População por Grupos Etários | Distribuição da População por Grupos Etários | Distribuição da População por Grupos Etários | Distribuição da População por Grupos Etários | Distribuição da População por Grupos Etários | Distribuição da População por Grupos Etários | Distribuição da População por Grupos Etários | Distribuição da População por Grupos Etários |
| -------------------------------------------- | -------------------------------------------- | -------------------------------------------- | -------------------------------------------- | -------------------------------------------- | -------------------------------------------- | -------------------------------------------- | -------------------------------------------- | -------------------------------------------- | -------------------------------------------- |
| Ano                                          | 0-14 Anos                                    | 15-24 Anos                                   | 25-64 Anos                                   | > 65 Anos                                    |                                              | 0-14 Anos                                    | 15-24 Anos                                   | 25-64 Anos                                   | > 65 Anos                                    |
| 2001                                         | 3 186                                        | 3 056                                        | 11 837                                       | 3 096                                        |                                              | 15,0%                                        | 14,4%                                        | 55,9%                                        | 14,6%                                        |
| 2011                                         | 3 094                                        | 2 481                                        | 11 410                                       | 4 003                                        |                                              | 14,7%                                        | 11,8%                                        | 54,4%                                        | 19,1%                                        |

## Economia
As principais actividades económicas desta localidade são o comércio e os serviços (sector terciário).

## História
Nos seus primórdios o Laranjeiro era conhecido sobretudo como lugar de passagem, ligando o sul do concelho a Cacilhas à vila de Almada, através da estrada que passa pelas Barrocas e Cova da Piedade e conduzia à Mutela.
Nessa época mais antiga, o Laranjeiro não era mais que um espaço rural onde existiam várias quintas com as respectivas casas senhoriais, entre as quais se destacam a Quinta dos Espadeiros, designação apontada por alguns historiadores, por nelas haver permanecido, em finais do século XVII, um foreiro da Albergaria de S. Lázaro, de nome Manuel Ribeiro, fabricante de espadas; a da Quinta de Santa Ana, edifício do mesmo século, propriedade do Marquês de Sabugos, mas aforada a Agostinho de Rosales Santana; a da Quinta do Secretário, edifício do século XVIII, cujo nome vem do seu proprietário, D. Gil Eanes da Costa, ser na época, secretário de estado; e a Quinta de Santo Amaro (século XIX), onde a câmara municipal de Almada instalou um centro de actividades culturais e em torno do qual se aponta ter dado origem ao topónimo Laranjeiro.
Contudo esta opinião não é unânime, certos historiadores defendem a tese segundo a qual a origem do topónimo se deve à alcunha pelo qual era conhecido o habitante de Cacilhas, José Rodrigues (O Laranjeiro), proprietário da Quinta de São Amaro, situada naquele perímetro, generalizando o aludido topónimo entre as gentes da época.
Toda a área que se estende do Caramujo à foz do Rio Judeu, é pertença do Alfeite, propriedade da Ordem de Santiago, através da doação de D. Sancho I, em consequência da doação de Almada à referida ordem militar, em 1186. Voltou à posse da coroa com D. Dinis, em 1298. A partir de então, passou a pertencer ao dote das rainhas e D. Leonor Teles doou e vendeu-o ao judeu David Negro.
Com a conquista da independência, D.João I incluiu na doação a Nuno Álvares Pereira que por sua vez, o doou à Ordem do Carmo ficando, pouco a pouco alienado em fracções.
Em 1641, D. João IV confiscou a fracção que pertencia ao duque de Caminha e em 1654 criou a Casa do Infantado, doando-a ao infante D. Pedro. Até 1834, data da extinção da referida casa, os vários reis foram adquirindo diversas fracções concentrando-as no referido património. De tal forma, que o Alfeite chegou a compreender as Quintas da Penha, da Piedade, do Outeiro, da Romeira, do Antelmo e da Bomba. nele estavam incluídos, os pinhais de Corroios, e do Cabral na margem do Rio Judeu, os moinhos do Galvão, da Passagem, do capitão e da Torre, hoje pertencentes ao actual concelho do Seixal.
A Freguesia de Laranjeiro foi constituída em 4 de Outubro de 1985, em consequência da aprovação, por parte da Assembleia da República do Decreto-Lei 126/85.

## Arruamentos
A freguesia do Laranjeiro compreendia 126 arruamentos. São eles:
- Alameda Guerra Junqueiro[4]
- Avenida 23 de Julho[5]
- Avenida 25 de Abril[6]
- Avenida Arsenal do Alfeite
- Avenida Henrique Barbeitos[5]
- Avenida Professor Ruy Luís Gomes
- Azinhaga do Rato
- Beco da Escola
- Estrada dos Álamos
- Largo Fernão Vasques
- Largo Francisco Sanches
- Largo Mouzinho da Silveira
- Praça Barril de Alva
- Praça da Portela
- Praça José Afonso
- Praça Lopes Graça
- Praceta André de Resende
- Praceta António Ribeiro Sanches
- Praceta António Soares Albergaria
- Praceta Bartolomeu Constantino[4]
- Praceta Bento Moura
- Praceta da Carapinha
- Praceta das Laranjeiras
- Praceta de São Luís
- Praceta Diogo de Couto
- Praceta do Pagador
- Praceta dos Álamos
- Praceta Doutor Barbosa du Bocage
- Praceta Duarte Infante Galvão
- Praceta Duarte Pacheco Pereira
- Praceta Fernando de Oliveira
- Praceta Fernão Lopes Castanhada
- Praceta Frei Agostinho da Cruz
- Praceta José Correia da Serra
- Praceta Machado de Castro
- Rua 1 ao Rato
- Rua 2 ao Rato
- Rua 3 ao Rato
- Rua 4 ao Rato
- Rua 5 ao Rato
- Rua 8 de Setembro
- Rua Adriano Correia de Oliveira
- Rua Almada Negreiros[4]
- Rua Alves Coelho[4]
- Rua Amália Rodrigues
- Rua Amélia Rey Colaço
- Rua André Gouveia
- Rua António Gonçalves
- Rua Aquilino Ribeiro
- Rua Bento de Jesus Caraça
- Rua Borges Rêgo
- Rua Capitão Salgueiro de Carvalho
- Rua Cavaleiro de Oliveira
- Rua Conde Castelo Melhor
- Rua da Alegria
- Rua da Boa Nova
- Rua da Cruz Vermelha Portuguesa
- Rua da Escola
- Rua da Saudade
- Rua Damião de Góis[4]
- Rua das Escadinhas
- Rua das Flores
- Rua das Laranjeiras
- Rua de São João
- Rua Diogo Gouveia
- Rua do Feijó[4]
- Rua Dom Carlos I
- Rua Dom Duarte
- Rua Dom Francisco de Melo e Noronha
- Rua dos Álamos
- Rua dos Castanheiros[4]
- Rua dos Eucaliptos
- Rua Doutor António Elvas
- Rua Doutor Pires de Castro
- Rua Dr. Júlio Pinto da Silva
- Rua Eduardo Viana[4]
- Rua Evaristo Ampos
- Rua Febo Moniz[4]
- Rua Fernanda Alves
- Rua Fernanda Machado
- Rua Fernando Ferreira
- Rua Ferreira de Castro[5]
- Rua Fialho de Almeida
- Rua Filipe Folque
- Rua Francisco de Sousa Tavares
- Rua Frei Domingos da Caridade
- Rua Gomes Leal
- Rua Ivone Silva
- Rua Jaime Amorim Ferreira
- Rua João de Deus
- Rua João Jacinto de Magalhães
- Rua João Villaret[4]
- Rua Jorge Pereira
- Rua José Afonso
- Rua José Alves da Cunha
- Rua José Carlos de Melo
- Rua José Lourenço de Carvalho
- Rua José Pinto Gonçalves
- Rua Josefa de Óbidos
- Rua Laura Alves
- Rua Lúcia do Carmo
- Rua Luís Villas Boas
- Rua Manuel Azevedo Lopes
- Rua Marcos de Portugal
- Rua Maria Campina
- Rua Maria Lamas[5]
- Rua Nuno Gonçalves
- Rua Óscar Acúrcio
- Rua Padre Américo
- Rua Padre Manuel Nóbrega
- Rua Palmira Bastos
- Rua Quinta de Santo António
- Rua Raul Proença
- Rua Rocha Martins
- Rua Sir Alexander Fleming
- Rua Teófilo Braga
- Rua Tomé de Sousa
- Rua União Piedense[5]
- Terreiro Amato Lusitano
- Terreiro da Esperança
- Terreiro João de Barros
- Travessa da Cruz Vermelha Portuguesa
- Travessa Dom Duarte
- Travessa dos Eucaliptos
- Travessa João Gomes
- Travessa José Anastácio da Cunha

## Património

### Arquitectura
- Palácio Real do Alfeite (situado na Base Naval de Lisboa)
- Casa Senhorial da Quinta de São Amaro

### Escultura
- Monumento aos 25 anos do Poder Local
- Monumento à Solidariedade
- Monumento à Fraternidade e aos quinze anos da freguesia
- Conjunto escultórico ao Barril d'Alva

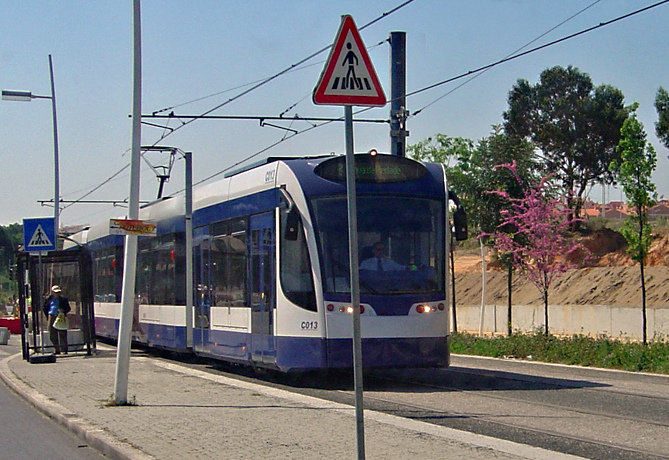
Metro Sul do Tejo, em testes no Laranjeiro.

## Feiras, festas e romarias
- Arraiais de S. João e Semana Cultural

## Colectividades
As principais colectividades são:
- Basket Almada Clube
- Clube de Instrução e Recreio do Laranjeiro
- Associação Alma Alentejana
- Portão Verde Futebol Clube
- Associação Recreativa e Cultural Almada Sul
- Rebeldes Futebol Clube
- Núcleo Cultural e de Recreio do Alfeite
- Associação de Reformados e Pensionistas e Idosos do Larajeiro/Feijó
- Grupo Strudles
- Núcleo Desportivo Juvenil do Laranjeiro